# Compsa
L'area archeologica di Compsa si trova in una vasta area sulla parte alta di una collina dell'Irpinia presso il fiume Ofanto, occupata fino al 23 novembre 1980 dalla cittadina di Conza della Campania rasa al suolo dal sisma. A seguito dei crolli e degli abbattimenti successivi eseguiti su tutto il borgo moderno, sono emersi il foro, l'anfiteatro, numerosi reperti di vario genere (epigrafi, sarcofagi, mosaici, ecc.) sistemati in un museo allestito in un edificio ristrutturato. In tutta l'area, già esplorata nel 1938 dall'archeologo Italo Sgobbo, sono presenti strutture di varie epoche, come l'antica cattedrale, sede arcivescovile per molti secoli.
Secondo recenti studi, è possibile che l'abitato originario sannitico-irpino fosse posto alla località Monte Oppido (a sud di Lioni) e solo successivamente trasferito nell'area di Conza a seguito della conquista romana.

## Storia

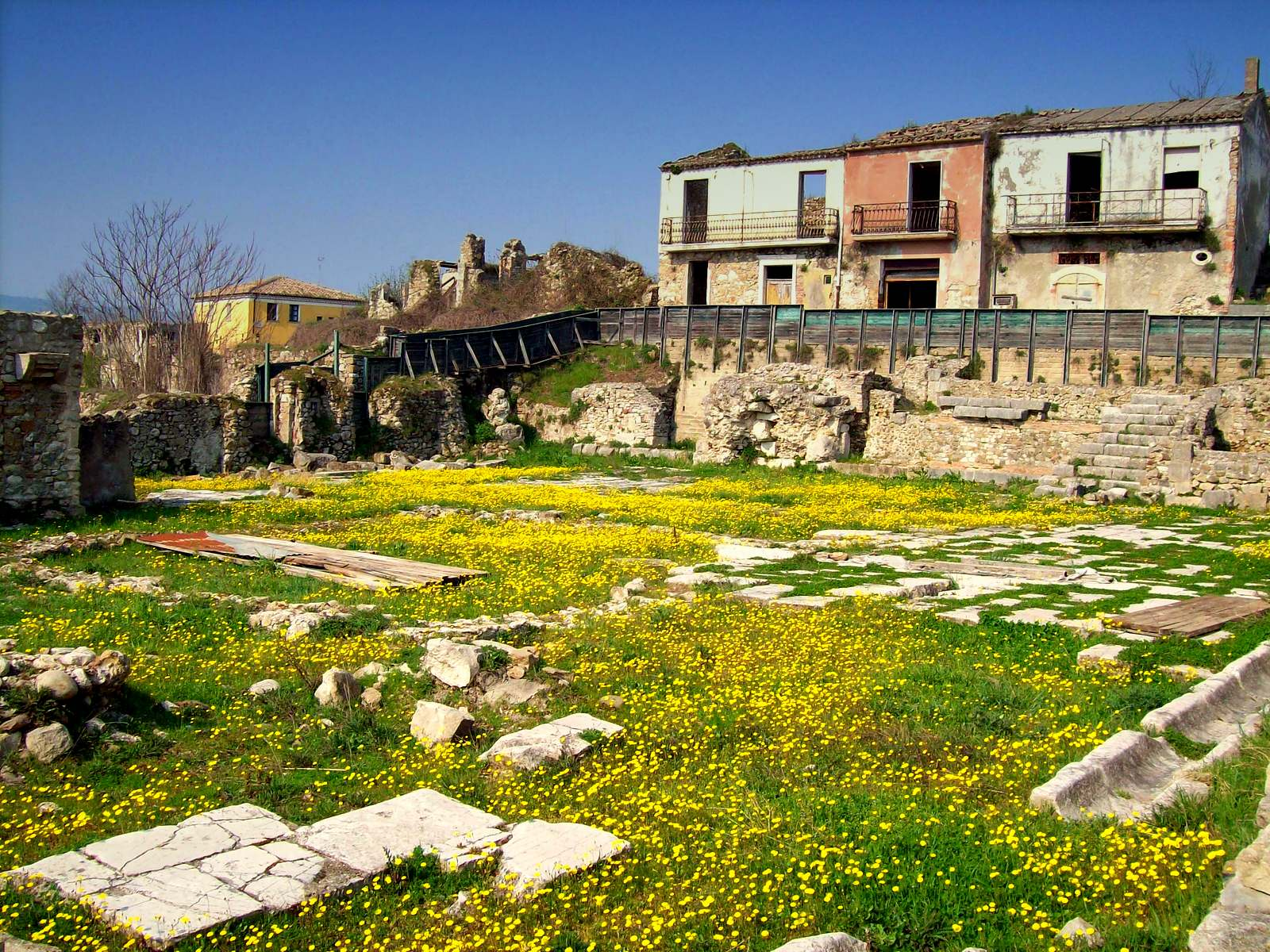
Il teatro romano

Nel III secolo a.C. fu città degli Irpini, una delle quattro tribù dei Sanniti, sconfitti dai Romani nella battaglia di Benevento del 275 a.C. Durante la seconda guerra punica fu consegnata a Annibale da Stazio Trebio e fu ripresa da Quinto Fabio Massimo nel 214 a.C. e in seguito divenne municipium. È nota perché citata da Giulio Cesare nel De bello civili, libro terzo, capitolo 22; infatti a “Compsam in agro Hirpino”, l’avversario di Cesare, Milone morì colpito da una pietra scagliata dalle mura. Dunque Compsa nel 48 a.C. era un municipium fedele a Giulio Cesare.
Dal VI secolo era già sede vescovile e possedeva le chiese di Santa Maria de Foris e San Mauro. 
Fu saccheggiata dai Longobardi nel 570 e successivamente annessa al principato di Salerno. Subì un terremoto il 25 ottobre del 990 e l'abitato si spostò sopra il colle, presso il castello.
L'importanza di Conza sotto il dominio longobardo è attestato dal fatto che fu sede di un gastaldato soggetto ai principi longobardi di Salerno (si veda Francesco Abbate, ”Storia nell’arte dell’Italia Meridionale: dai Longobardi agli Svevi", pag 26-27).
Con la caduta del principato di Salerno a seguito della conquista normanna tra il 1076 ed il 1079 anche il gastaldado di Conza ne seguì le sorti e venne soppresso.
Dalla metà del Quattrocento furono i conti di Conza i signori della famiglia Gesualdo.

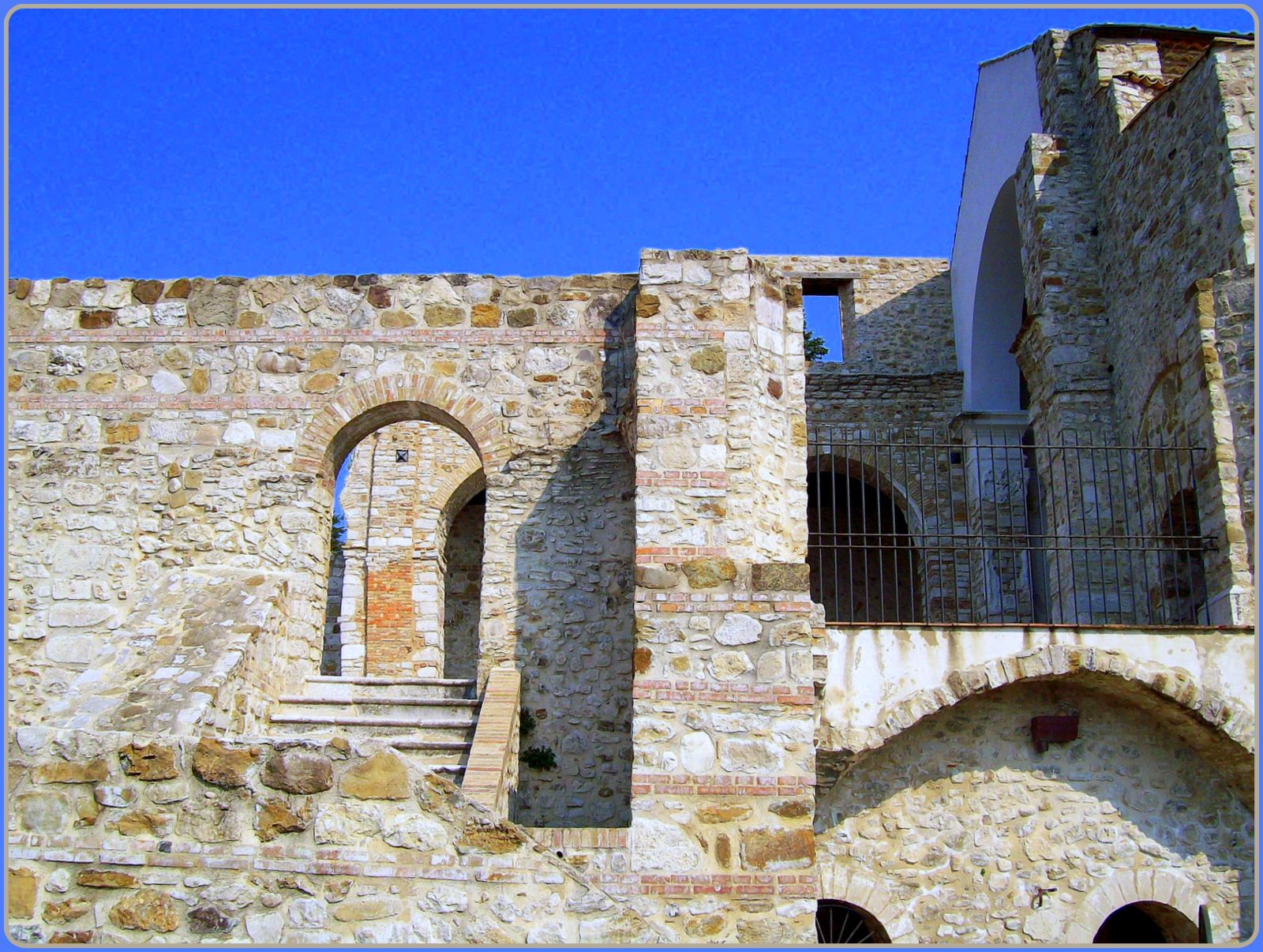
Resti della vecchia cattedrale

Nonostante il terremoto del 1517 avesse provocato il crollo di 116 case e la morte di 26 persone,
nel 1539 il borgo era ancora abbastanza florido e rendeva 417 ducati; tuttavia altri due eventi sismici, nel 1561 e nel 1627, causarono la debolezza economica e lo spopolamento. Dopo l'abolizione del feudalesimo nel 1806 e l'annessione all'Italia nel 1861, Conza subì altri gravi terremoti: uno nel 1930, un altro nel 1962 e infine il catastrofico terremoto dell'Irpinia del 1980, che rase al suolo il borgo superiore.
Negli anni successivi il paese fu ricostruito più a valle, e in corrispondenza del borgo antico furono effettuati scavi archeologici che permisero la scoperta di resti di età romana.

## Monumenti
- Giardino: si tratta dell'area delle mura medievali, distrutte dai terremoti e da lavori di risanamento intorno al 1957. Oggi l'area verde conserva i resti del tracciato dei muri dell'antico castello, corrispondente a una grande struttura rettangolare con abside.
- Antica cattedrale di Santa Maria Assunta: la chiesa risale al VI secolo, con restauri del XIII. Dopo i terremoti del XVII secolo, fu abbellita con interventi barocchi, ma crollò quasi del tutto con il terremoto del 1980. Ne resta l'abside e la parete di destra, con metà del campanile turrito, la cripta dei cappuccini e parte della facciata medievale. Il piazzale antistante conserva una pavimentazione di epoca romana.

Presso la cattedrale si conserva un'ara funeraira romana in marmo, di forma parallelepipeda, decorata con due aquile ad ali dispiegate, con ghirlande. L'iscrizione riporta il testo: "D(is) M(anibus) D(ecimus) PETRONIUS/NIGRUS/F(ilius) ET CAECILIA/QUINTIANA/CONOUNX/FECERUNT".
In corrispondenza di via Arcivescovado e di via Fontana Vecchia sono stati ritrovati reperti romani, tra i quali la pavimentazione a ciottoli della piazza del foro, resti di case irpine antecedenti al II secolo a.C., resti di un edificio romano con podio in blocchi di calcare, i resti della piazza del foro con un cippo funerario. Sono inoltre stati rinvenuti i resti di un impianto termale di epoca romana a via Lomongiello, i resti di un anfiteatro e un'ara votiva dedicata a Venere.

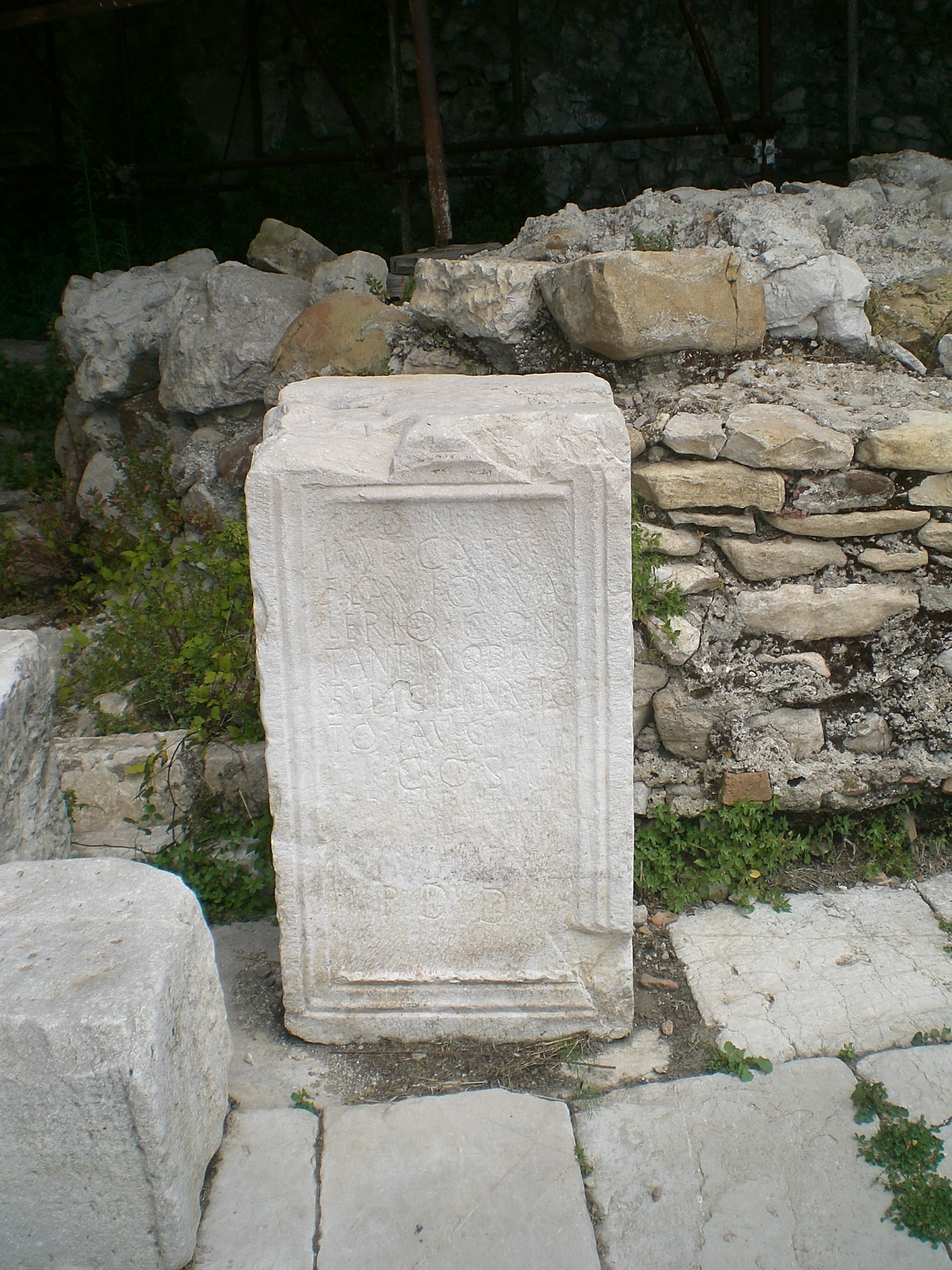
Epigrafe romana